# Gosei 1995
Il Gosei 1995 è stata la ventesima edizione del torneo goistico giapponese Gosei. 

## Svolgimento
- W indica vittoria col bianco
- B indica vittoria col nero
- X indica la sconfitta
- +R indica che la partita si è conclusa per abbandono
- +N indica lo scarto dei punti a fine partita
- +F indica la vittoria per forfeit
- +T indica la vittoria per timeout
- +? indica una vittoria con scarto sconosciuto
- V indica una vittoria in cui non si conosce scarto e colore del giocatore

### Fase preliminare
La fase preliminare serve a determinare chi accede al torneo per la selezione dello sfidante. Consiste in un torneo preliminare, i cui vincitori sono qualificati al torneo per la determinazione dello sfidante.

### Determinazione dello sfidante
|  | Primo turno       | Primo turno |  |  | Secondo turno     | Secondo turno |                   |                | Terzo turno | Terzo turno |  |  | Semifinale | Semifinale |  |  | Finale | Finale |
|  |                   |             |  |  |                   |               |                   |                |             |             |  |  |            |            |  |  |        |        |
|  | Hidehito Nakamura |             |  |  |                   |               |                   |                |             |             |  |  |            |            |  |  |        |        |
|  | Hideo Otake       | W+R         |  |  | Hideo Otake       |               |                   |                |             |             |  |  |            |            |  |  |        |        |
|  | Atsushi Ishida    | V           |  |  | Atsushi Ishida    | B+R           |                   |                |             |             |  |  |            |            |  |  |        |        |
|  | Eio Sakata        |             |  |  |                   |               |                   | Atsushi Ishida |             |             |  |  |            |            |  |  |        |        |
|  | Hironari Nakano   |             |  |  | Hideki Komatsu    | B+3,5         |                   |                |             |             |  |  |            |            |  |  |        |        |
|  | Shinzo Ishii      | B+0,5       |  |  | Shinzo Ishii      |               |                   |                |             |             |  |  |            |            |  |  |        |        |
|  | Yoshio Ishida     |             |  |  | Hideki Komatsu    | W+9,5         |                   |                |             |             |  |  |            |            |  |  |        |        |
|  | Hideki Komatsu    | W+2,5       |  |  |                   |               |                   | Hideki Komatsu |             |             |  |  |            |            |  |  |        |        |
|  |                   |             |  |  | Kunio Hisajima    | B+R           |                   |                |             |             |  |  |            |            |  |  |        |        |
|  |                   |             |  |  | Kōichi Kobayashi  |               |                   |                |             |             |  |  |            |            |  |  |        |        |
|  | Kunio Kamimura    |             |  |  | Kunio Ishii       | W+0,5         |                   |                |             |             |  |  |            |            |  |  |        |        |
|  | Kunio Ishii       | W+R         |  |  |                   |               | Kunio Ishii       |                |             |             |  |  |            |            |  |  |        |        |
|  | Shungo Goto       |             |  |  | Kunio Hisajima    | B+R           |                   |                |             |             |  |  |            |            |  |  |        |        |
|  | Naoki Moriyama    | B+8,5       |  |  | Naoki Moriyama    |               |                   |                |             |             |  |  |            |            |  |  |        |        |
|  | Toshiya Imamura   |             |  |  | Kunio Hisajima    | B+R           |                   |                |             |             |  |  |            |            |  |  |        |        |
|  | Kunio Hisajima    | B+1,5       |  |  |                   |               |                   | Kunio Hisajima |             |             |  |  |            |            |  |  |        |        |
|  |                   |             |  |  | Satoru Kobayashi  | W+R           |                   |                |             |             |  |  |            |            |  |  |        |        |
|  |                   |             |  |  | Masao Kato        |               |                   |                |             |             |  |  |            |            |  |  |        |        |
|  | Ō Rissei          |             |  |  | Shinichi Aoki     | W+R           |                   |                |             |             |  |  |            |            |  |  |        |        |
|  | Shinichi Aoki     | W+R         |  |  |                   |               | Shinichi Aoki     |                |             |             |  |  |            |            |  |  |        |        |
|  | Shuzo Awaji       |             |  |  | Hideyuki Fujisawa | B+1,5         |                   |                |             |             |  |  |            |            |  |  |        |        |
|  | Tadashi Kanashima | W+R         |  |  | Tadashi Kanashima |               |                   |                |             |             |  |  |            |            |  |  |        |        |
|  | Meiko Tei         |             |  |  | Hideyuki Fujisawa | W+2,5         |                   |                |             |             |  |  |            |            |  |  |        |        |
|  | Hideyuki Fujisawa | B+R         |  |  |                   |               | Hideyuki Fujisawa |                |             |             |  |  |            |            |  |  |        |        |
|  | Kazuo Kishimoto   |             |  |  | Satoru Kobayashi  | B+5,5         |                   |                |             |             |  |  |            |            |  |  |        |        |
|  | Koichi Oya        | W+1,5       |  |  | Koichi Oya        |               |                   |                |             |             |  |  |            |            |  |  |        |        |
|  | Hideyuki Shinoda  |             |  |  | Satsuo Ushinohama | B+2,5         |                   |                |             |             |  |  |            |            |  |  |        |        |
|  | Satsuo Ushinohama | W+R         |  |  |                   |               | Satsuo Ushinohama |                |             |             |  |  |            |            |  |  |        |        |
|  |                   |             |  |  | Satoru Kobayashi  | B+7,5         |                   |                |             |             |  |  |            |            |  |  |        |        |
|  |                   |             |  |  | Cho Chikun        |               |                   |                |             |             |  |  |            |            |  |  |        |        |
|  | Naoki Miyamoto    |             |  |  | Satoru Kobayashi  | B+R           |                   |                |             |             |  |  |            |            |  |  |        |        |
|  | Satoru Kobayashi  | W+R         |  |  |                   |               |                   |                |             |             |  |  |            |            |  |  |        |        |

### Finale
La finale è una sfida al meglio delle cinque partite, il detentore Rin Kaiho ha affrontato lo sfidante scelto tramite il processo di qualificazione.